# NOAAS Miller Freeman (R 223)
Le NOAAS Miller Freeman (R 223) était un navire océanographique de la flotte de la NOAA (National Oceanic and Atmospheric Administration) en service de 1975 à 2013.
Auparavant il était un navire de surveillance halieutique de l'United States Fish and Wildlife Service (USFWS), sous le nom de BCF Miller Freeman, de 1967 à 1970.

## Historique
Le navire a été construit pour l'United States Fish and Wildlife Service par l'American Ship Building Company à Lorain dans l'Ohio. il a été lancé le 2 avril 1966 et livré en juin 1967. Il a été mis au service du Bureau des pêches commerciales du Fish and Wildlife Service sous le nom de BCF Miller Freeman. Il a été le plus grand navire de recherche de l’histoire du Bureau des pêches commerciales du Fish and Wildlife Service et il est resté l’un des plus grands chalutiers de recherche aux États-Unis tout au long de sa carrière. Sa configuration avec rampe arrière lui permettait de mener des opérations de chalutage en eaux profondes.

### Carrière
Après avoir quitté l'Ohio, en passant par le lac Érié, le lac Ontario, la voie maritime du Saint-Laurent et le canal de Panama, il a rejoint son port d'attache de Seattle. Il a repris la merpour une mission au sud de la mer de Béring afin de mener des enquêtes océanographiques sur le crabe pour le laboratoire d'Ake Bay.
En 1970, il a rejoint la flotte de la NOAA sous le nom de NOAA Miller Freeman (R 223). Il a subi quelques travaux sur son gréement et la pose d'une grue de 5 tonnes de charge. En octobre 2010 il est devenu inactif et mis hors service le 29 mars 2013. En attente d'une vente pour sa démolition, après plus de 40 ans de service, il est resté amarré au lac Washington, à Seattle. Le 6 mai 2013, il a subi un incendie accidentel stoppé par Les services d'incendie de Seattle. Miller Freeman a été vendu aux enchères le 5 décembre 2013.

### Service ultérieur
Début 2018, l'ancien Miller Freeman aurait été amarré à un remorqueur commercial et aux installations d'une entreprise de remorquage adjacentes au Pattullo Bridge (en) sur le fleuve Fraser, à New Westminster, en Colombie-Britannique au Canada. Au début janvier 2019, il avait été transféré à Maple Ridge, en Colombie-Britannique, également sur le fleuve Fraser, et il a été amarré côte à côte avec l'ancien navire NOAAS Surveyor (S 132), que la NOAA avait déclassé en 1995.

## Galerie

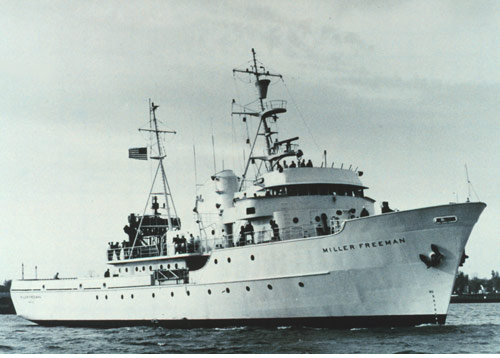
RV Miller Freeman
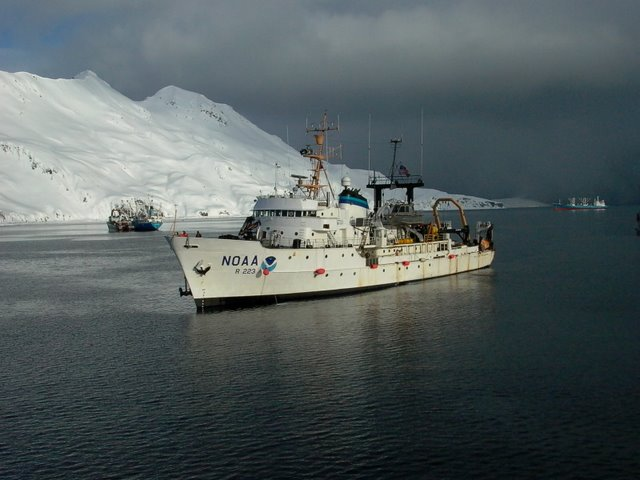
NOAAS Miller Freeman

### Note et référence
- (en) Cet article est partiellement ou en totalité issu de l’article de Wikipédia en anglais intitulé « NOAAS Miller Freeman (R 223) » (voir la liste des auteurs).